# Sergueï Snieguirev
Sergueï Aleksandrovitch Snieguirev (en russe : Сергей Александрович Снегирев) est un joueur russe de volley-ball né le 5 avril 1988. Il mesure 1,84 m et joue libero.

## Clubs
| Club                               | De        | À         |
| ---------------------------------- | --------- | --------- |
| Lokomotiv-Izoumroud Iekaterinbourg | 2009-2010 | 2011-2012 |
| Gazprom-Iourga Sourgout            | 2012-2013 | ...       |

## Palmarès
Néant.